# Лунчуань (повіт, Юньнань)
24°11′15″ пн. ш. 97°47′43″ сх. д. / 24.1875° пн. ш. 97.79538° сх. д.
Лунчуань (кит. 陇川县, пін. Lŏngchuān Xiàn) — один із повітів КНР у складі Дехун-Дай-Качинської автономної префектури, провінція Юньнань. Адміністративний центр — містечко Чжанфен.

## Географія
Лунчуань лежить на захід від Юньнань-Гуйчжоуського плато. Східним кордоном повіту слугує річка Швелі.

### Клімат
Повіт знаходиться у зоні, котра характеризується океанічним кліматом субтропічних нагір'їв. Найтепліший місяць — серпень із середньою температурою 23,5 °C. Найхолодніший місяць — січень, із середньою температурою 11,2 °С.
| Клімат повіту Лунчуань  | Клімат повіту Лунчуань | Клімат повіту Лунчуань | Клімат повіту Лунчуань | Клімат повіту Лунчуань | Клімат повіту Лунчуань | Клімат повіту Лунчуань | Клімат повіту Лунчуань | Клімат повіту Лунчуань | Клімат повіту Лунчуань | Клімат повіту Лунчуань | Клімат повіту Лунчуань | Клімат повіту Лунчуань | Клімат повіту Лунчуань |
| Показник                | Січ.                   | Лют.                   | Бер.                   | Квіт.                  | Трав.                  | Черв.                  | Лип.                   | Серп.                  | Вер.                   | Жовт.                  | Лист.                  | Груд.                  | Рік                    |
| Середній максимум, °C   | 22                     | 23,8                   | 27,2                   | 29,3                   | 29                     | 28,2                   | 27,4                   | 28,3                   | 28,3                   | 27,3                   | 24,7                   | 22,2                   | 26,5                   |
| Середня температура, °C | 11,2                   | 13,3                   | 17                     | 20,4                   | 22,4                   | 23,4                   | 23,3                   | 23,5                   | 22,5                   | 20,3                   | 16                     | 12,3                   | 18,8                   |
| Середній мінімум, °C    | 3,8                    | 5,7                    | 9,3                    | 13,6                   | 17,5                   | 20,5                   | 20,9                   | 20,7                   | 19,3                   | 16,2                   | 10,5                   | 5,9                    | 13,7                   |
| Норма опадів, мм        | 12.6                   | 23                     | 23.5                   | 60.7                   | 165.5                  | 308.7                  | 364.1                  | 265                    | 181.5                  | 141.2                  | 59.6                   | 12.9                   | 1618.3                 |
| Вологість повітря, %    | 79                     | 74                     | 68                     | 70                     | 78                     | 86                     | 89                     | 88                     | 87                     | 86                     | 84                     | 83                     | 81                     |
| ----------------------- | ---------------------- | ---------------------- | ---------------------- | ---------------------- | ---------------------- | ---------------------- | ---------------------- | ---------------------- | ---------------------- | ---------------------- | ---------------------- | ---------------------- | ---------------------- |
| Джерело: data.cma.cn    |                        |                        |                        |                        |                        |                        |                        |                        |                        |                        |                        |                        |                        |